# Pierre Boisson
Pierre Boisson (8 de junho de 1930) é um atirador monegasco. Participou de trêes Jogos Olímpicos de Verão, 1984, 1976 e 1972, mas não ganhou medalhas.